# Aalener Jazzfest

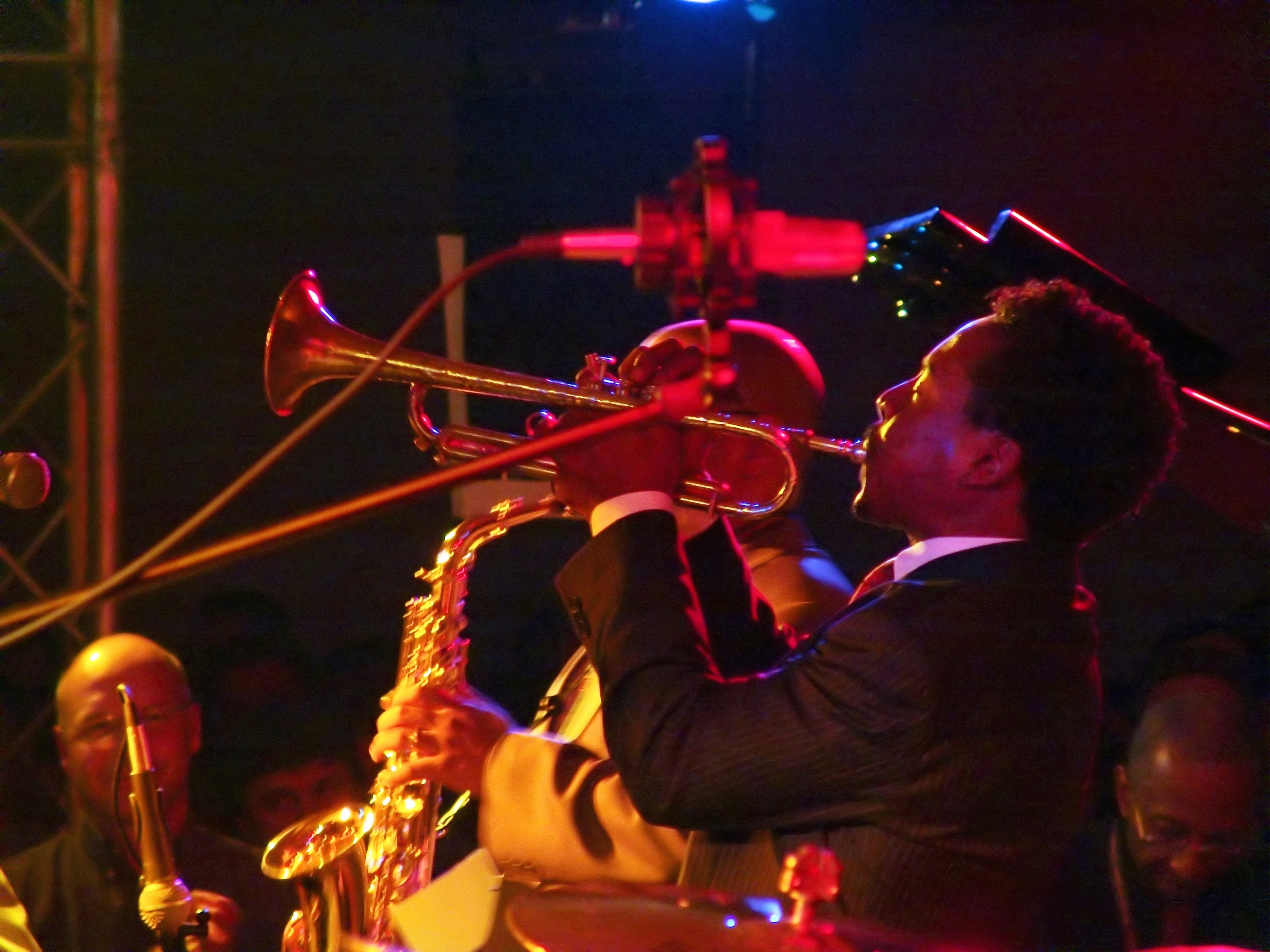
Roy Hargrove auf dem Aalener Jazzfest 2002

Das Aalener Jazzfest zählt zu den einflussreichen Festivals in Deutschland, die sich dem Jazz und verwandten musikalischen Genres widmen. Es findet jährlich am zweiten Novemberwochenende in Aalen statt und erwartet etwa 3.500 Besucher jährlich. Einzelkonzerte, verteilt über das ganze Jahr ergänzen das musikalische Angebot, insgesamt gibt es pro Jahr ca. 15 Festival-Konzerte. Weitere ca. 15 Konzerte finden über das Jahr im Vereinslokal „The Room“ statt. Das Festival ist von stilistischer Offenheit geprägt; Fusionjazz, klassischer Hardbop, Funkjazz, Soul, Pop, Hip Hop, afrikanischer Jazz und Weltmusik und bilden den Kern des Programms.
Die Aalener Kulturinitiative kunterbunt e.V. und ehrenamtliche Helfer organisieren das Festival.

## Geschichte
Als Trägerverein wurde 1989 die Aalener Kulturinitiative kunterbunt e.V. gegründet, der heute rund 200 Mitglieder hat.
Neben dem Hauptzweck, in einem kleinen Ort wie Aalen ein hochkarätiges Jazzfestival zu veranstalten, will der Verein zudem zeigen, dass man ehrenamtliche Kulturarbeit auf professionellem Niveau betreiben kann. Künstlerischer Leiter des Festivals ist Ingo Hug (2025).
Bereits das 1. Aalener Jazzfest 1990 bot ein ambitioniertes Programm mit Musikern wie Heinz Sauer, Walter Wolfman Washington, Jasper van’t Hof, Bob Malach und Eddie Harris. Ein Jahr später spielte Miles Davis sein letztes europäisches Konzert auf dem 2. Aalener Jazzfest.
Im Lauf der Jahre traten unter anderem folgende Künstler und Bands auf:
| - Dave Brubeck - Albert Mangelsdorff - Jim Hall - David Murray - McCoy Tyner - Mike Stern - James Carter - Jan Garbarek - Mousse T. - Take 6 - Dianne Reeves - Archie Shepp - Dieter Ilg - The Crusaders - Maceo Parker | - Joachim Kühn - Hiram Bullock - Jimi Tenor - Esbjörn Svensson Trio - Joo Kraus - Kool & the Gang - Steffen Schorn - Marianne Faithfull - Herbie Hancock - Branford Marsalis - Gary Moore - Lizz Wright - Biréli Lagrène - Mario Bauzá - Beth Hart | - Peter Weniger - Johnny Griffin - Ron Carter - Bugge Wesseltoft - John Scofield - Charlie Mariano - Roy Ayers - Chico Freeman - Dr. John - Al Jarreau - B.B. King - Ray Charles - Fats Domino - Roy Hargrove - Jan Delay & Disko No. 1 |

Die Veranstalter gaben zu den verschiedenen Festivals Live-CDs heraus.

## Spielorte
Der Hauptspielort ist die Aalener Stadthalle, hier finden die großen Konzerte statt. Die Zusammenarbeit mit dem Künstlerhotel wurde im Jahr 2017 beendet. Im Jahr 2018 fanden die Late-Night-Shows auf einer zweiten, kleineren Bühne in der Stadthalle Aalen statt. 2019 war unter anderem auch das Ostertag Spielort für die Late-Night-Shows. Seither spielt der Kulturbahnhof in Aalen (KubAA) eine zunehmend größere Rolle als Venue.
Im Oktober 2024, gründete der Trägerverein kunterbunt e.V. den Innenstadt Club „The Room“ als Erweiterung der gemeinnützigen Festivalarbeit im Stadtzentrum Aalens. The Room bietet monatlich Konzerte mit professionellen Musikerinnen und Musikern aus dem In- und Ausland, bei freiem Eintritt auf Spendenbasis. Die Veranstaltungen werden vollständig ehrenamtlich organisiert und richten sich an ein Publikum aller Altersgruppen. Inhaltlich liegt der Fokus auf genreneutraler Ausrichtung, bei absolut professioneller Ausführung. Ziel ist es, einen dauerhaften Raum für musikalische Begegnung, kulturellen Austausch und Zugang zu Live-Musik zu schaffen – unabhängig von Herkunft oder sozialem Status.

## Entdeckungen
Das Aalener Jazzfest bietet immer wieder eine Bühne für Talente oder Musiker, die lange Jahre aus dem Blickpunkt verschwunden waren. Als Lamont Dozier vom Motown-Songwriterteam Holland-Dozier-Holland seine Karriere als Sänger wieder aufnahm, gab er seine Europapremiere auf dem Aalener Jazzfest. Little Jimmie Scott knüpfte in Aalen an seine größten Tage an. Auch Künstler wie Raul Midón oder Lizz Wright traten in Aalen auf, ehe sie von den Mega-Festivals entdeckt wurden.

## Mr. Jazzfest
Der im Juli 2008 verstorbene Gitarrist Hiram Bullock spielte mehr als zehn Mal auf dem Jazzfest. Bullock spielte gerne „open end“ und verlängerte die Nächte mit spontanen Jamsessions in der Pianobar. Dort erlebte man ihn und spontan eingestiegene Kollegen aus anderen Bands bis zum Morgengrauen, mitunter sogar am Piano.

## Unterstützer
Zu den Sponsoren des Aalener Jazzfests zählen große Unternehmen der Region und Institutionen wie z. B. die Stadt Aalen, verschiedene Zeitungen und Energieversorger.